# Jiří Kohoutek (politik)
Jiří Kohoutek (* 26. listopadu 1964) je český politik a živnostník, v letech 2017 až 2021 poslanec Poslanecké sněmovny PČR, bývalý člen hnutí SPD.

## Život a politické působení
Několik let byl členem hnutí SPD, zastával post předsedy Regionálního klubu SPD Pardubického kraje. V krajských volbách v roce 2016 kandidoval za hnutí do Zastupitelstva Pardubického kraje, ale neuspěl. Ve volbách do Poslanecké sněmovny PČR v roce 2017 byl za SPD zvolen poslancem v Pardubickém kraji, a to z pozice lídra kandidátky. V krajských volbách v roce 2020 kandidoval na funkci zastupitele kraje, ale neuspěl. Ve volbách do Poslanecké sněmovny PČR v roce 2021 již nekandidoval.
V komunálních volbách v roce 2022 kandidoval jako nestraník za subjekt Hnutí Naděje z druhého místa jeho kandidátní listiny. Nebyl zvolen, stal se až čtvrtým náhradníkem. Ve sněmovních volbách v roce 2025 se stal jako člen strany lídrem kandidátní listiny ČSSD (Česká suverenita sociální demokracie) v Pardubickém kraji.
Má magisterský titul. Pracuje jako živnostník, žije ve městě Horní Jelení na Pardubicku. Je členem svazu vojáků v záloze. Na Facebooku je členem několika skupin např. s proruským nebo protiislámským zaměřením.

## Poskytování rychlých půjček
Kohoutek v minulosti z 50 % vlastnil společnosti První Time Financial CZ a Time Financial CZ, které nabízely nebankovní rychlé půjčky za velmi nevýhodných podmínek, včetně zajištění pomocí bianko směnek. Od března 2017 je však třeba na poskytování nebankovních půjček mít licenci, což Kohoutek neměl a dle ČNB o ni ani nezažádal; místo toho stránky měsíc před volbami do Poslanecké sněmovny PČR v roce 2017 smazal a zmíněné půjčky tak nabízel nelegálně. Kohoutek v této souvislosti žaloval bývalou členku hnutí SPD Jindřišku Líbalovou Trpkošovou, která jej na Facebooku označila za lichváře; v první instanci u orlickoústeckého okresního soudu částečně uspěl, ale v roce 2020 odvolací Krajský soud v Hradci Králové jeho žalobu zamítl.